# Mieczysław Kucner
Mieczysław Kucner ps. „Adam Rajna”, „Zenon Cieplicki”, „Maciej Hycki”, „Czesław Jałowiecki”, „Tadeusz Sobala” (ur. 12 października 1935 w Faustynowie k. Łasku, zm. 31 grudnia 1992 w Łodzi) – polski poeta, krytyk literacki, eseista.

## Życiorys
W młodości mieszkał w rodzinnej miejscowości, gdzie ukończył naukę w szkole podstawowej. W 1951 wraz z matką zamieszkał w Łodzi, gdzie ukończył naukę w liceum oraz filologię polską na Uniwersytecie Łódzkim (1960). Należał do grupy literackiej Prowincja '58 (1960–1961). W 1960 zadebiutował na łamach „Kierunków” wierszem pt. Do... Od 1962 pracował jako korektor w drukarni wojskowej, następnie w latach 1963–1968 jako inspektor do spraw ochrony zdrowia w Zakładzie Ubezpieczeń Społecznych. Jednocześnie publikował wiersze, artykuły oraz recenzje w czasopismach takich jak: „Osnowa” (1967–1971), „Agora” (1968-1969), „Odgłosy” (1968–1980) i „Poezje” (1969–1980).
W latach 1969–1975 był redaktorem Wydawnictwa Łódzkiego, następnie od 1976 kierownikiem działu kulturalnego i prasy łódzkiej w Muzeum Historii Miasta Łodzi. Współpracował z łódzkimi czasopismami takimi jak m.in.: „Słowo Obecności” (1981), „Prześwit” (1982–1984) i „Obecność” (1984-1988).
Od 1966 był przewodniczącym Klubu Młodych przy Oddziale Łódzkim Związku Literatów Polskich. Należał do Oddziału Łódzkiego (od 1971), oraz Oddziału Warszawskiego ZLP. W latach 1986–1988 był członkiem nowego ZLP, a od 1989 Stowarzyszenia Pisarzy Polskich. W latach 1967–1981 należał do Polskiej Zjednoczonej Partii Robotniczej, z której wystąpił w związku z wprowadzeniem w Polsce stanu wojennego. Od 1984 należał do Stowarzyszenia Twórców Kultury.

### Życie prywatne
Urodził się w rodzinie tkaczy chałupników jako syn Szymona Kucnera i Anny z domu Dominiak. Jego żoną była Jadwiga z domu Chojnacka. Został pochowany na cmentarzu Matki Bożej Nieustającej Pomocy przy ul. Szczecińskiej w Łodzi.

## Wyróżnienia
- Nagroda „Peleryny” (1970) za tom Imię własne przyznawana przez Zrzeszenie Studentów Polskich i Klub Studentów Wybrzeża „Żak” w Gdańsku[5].
- Srebrny Krzyż Zasługi (1979)[6].

## Publikacje
- Strona powrotu. Poezje (Wydawnictwo Łódzkie 1966),
- Imię własne. Poezje (Wydawnictwo Łódzkie1970),
- Ewolucja poezji. Szkice krytyczne (Wydawnictwo Łódzkie 1974),
- Próba wierności. Poezje (Wydawnictwo Łódzkie 1976),
- Egzystencja i kreacja. Szkice (Wydawnictwo Łódzkie 1980),
- Ucieczki i powroty. Poezje (Wydawnictwo Łódzkie 1981)[3],
- Nasza nadzieja; Wybrać raczej to gorsze (Łódź: nakład autora 1997)[2].